# Tomer Gardi

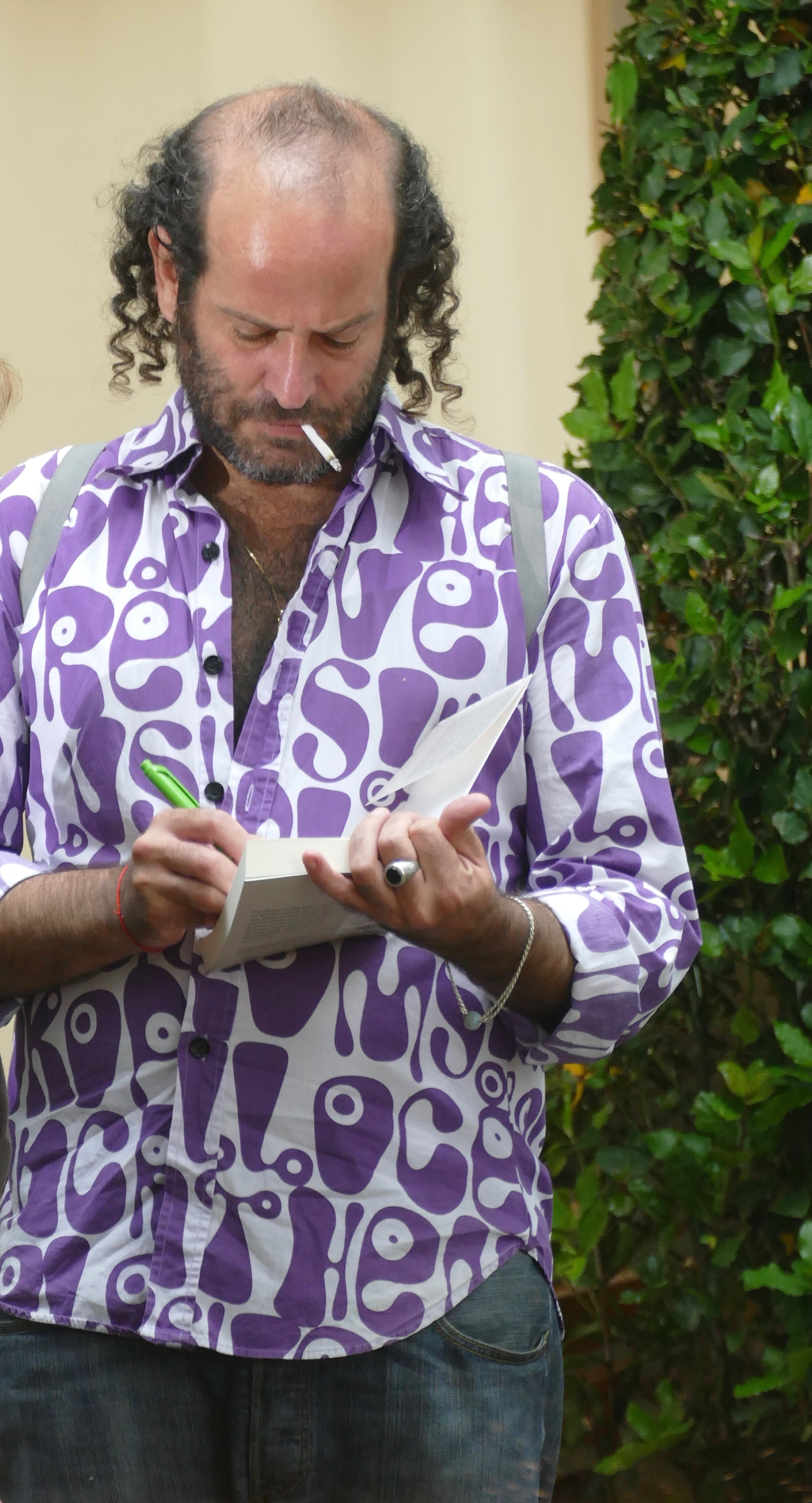
Tomer Gardi beim Bachmannpreis, 2016

Tomer Gardi (hebräisch תומר גרדי, geboren 1974 in Dan) ist ein israelischer Schriftsteller. Er schreibt auf Hebräisch und in bewusst gebrochenem Deutsch.

## Leben
Gardi wurde 1974 im Kibbuz Dan in Galiläa geboren und lebt in Berlin. Als er 12 Jahre alt war, zog er mit seinen Eltern und Brüdern für drei Jahre nach Wien, wo er die amerikanische Schule besuchte. Sein damals erlerntes Deutsch bezeichnet Gardi als „sehr  mündlich“, da er die Sprache vom Hören und Sprechen gelernt habe und nicht vom Lesen und Schreiben. Er studierte Literatur- und Erziehungswissenschaft in Jerusalem, Berlin und Beʾer Scheva. Er war Herausgeber der Zeitschrift Sedek: A Journal on the Ongoing Nakba und der begleitenden Buchreihe. Die Zeitschrift ist ein Projekt der israelischen Initiative Zochrot, die das Bewusstsein für die Nakba, die Flucht und Vertreibung der Palästinenser, fördern will.

## Werke

### Stein, Papier(2011)
Sein erstes Buch Stein, Papier: Eine Spurensuche in Galiläa erschien 2011 auf Hebräisch und 2013 in deutscher Übersetzung im Rotpunktverlag. In dem Buch befasst Gardi sich mit der Geschichte des Kibbuz, in dem er aufgewachsen ist.

### Broken German(2016)
Der zweite Roman Broken German, den Gardi in bewusst gebrochenem Deutsch verfasste, erschien 2016 bei Droschl. Es enthält Kapitel, die Tomer Gardi beim Ingeborg-Bachmann-Preis 2016 vorgetragen hat. Die Jury diskutierte, ob ein Text, der die deutsche Sprache nicht beherrsche, überhaupt zulässig sei. Die Literaturkritikerin Cornelia Zetzsche vom Bayerischen Rundfunk urteilte, dass dieser eigentlich interessanteste Text des Wettbewerbs völlig leer ausgegangen sei, sei eine Kapitulation vor der berührendsten, riskantesten, nachhaltigsten Geschichte dieser drei Lesetage gewesen. Wo Avantgardisten lange tüftelten, sei Tomer Gardis Sprache hinreißend und spielerisch kreativ. Mit Broken German sei Gardi „etwas ganz Eigenes gelungen“, urteilte Alex Rühle in der Süddeutschen Zeitung, der Roman sei ein „Schatz“ und ein „einmaliges Buch“.
In einem Interview in der Zeitung Die Welt erklärt Tomer Gardi: „Ich habe meine Sprache von überall her genommen. Wenn man in Berlin ist, hört man so viele verschiedene Arten und Weisen zu reden. Jeder sollte auf Deutsch schreiben dürfen.“
Im Februar 2018 wurde im WDR Gardis Hörspiel Die Feuerbringer – Eine Schlager-Operetta gesendet, in der ein abgehalfterter Schlagersänger von einem Gericht zu einem „Schlager-Workshop für Migranten“ verurteilt wird und in einem Kölner Café auf vier Musiker trifft. Dabei entsteht „deutsche Heimatmusik“ mit „ganz neuen Tönen“.

### Eine runde Sache(2021)

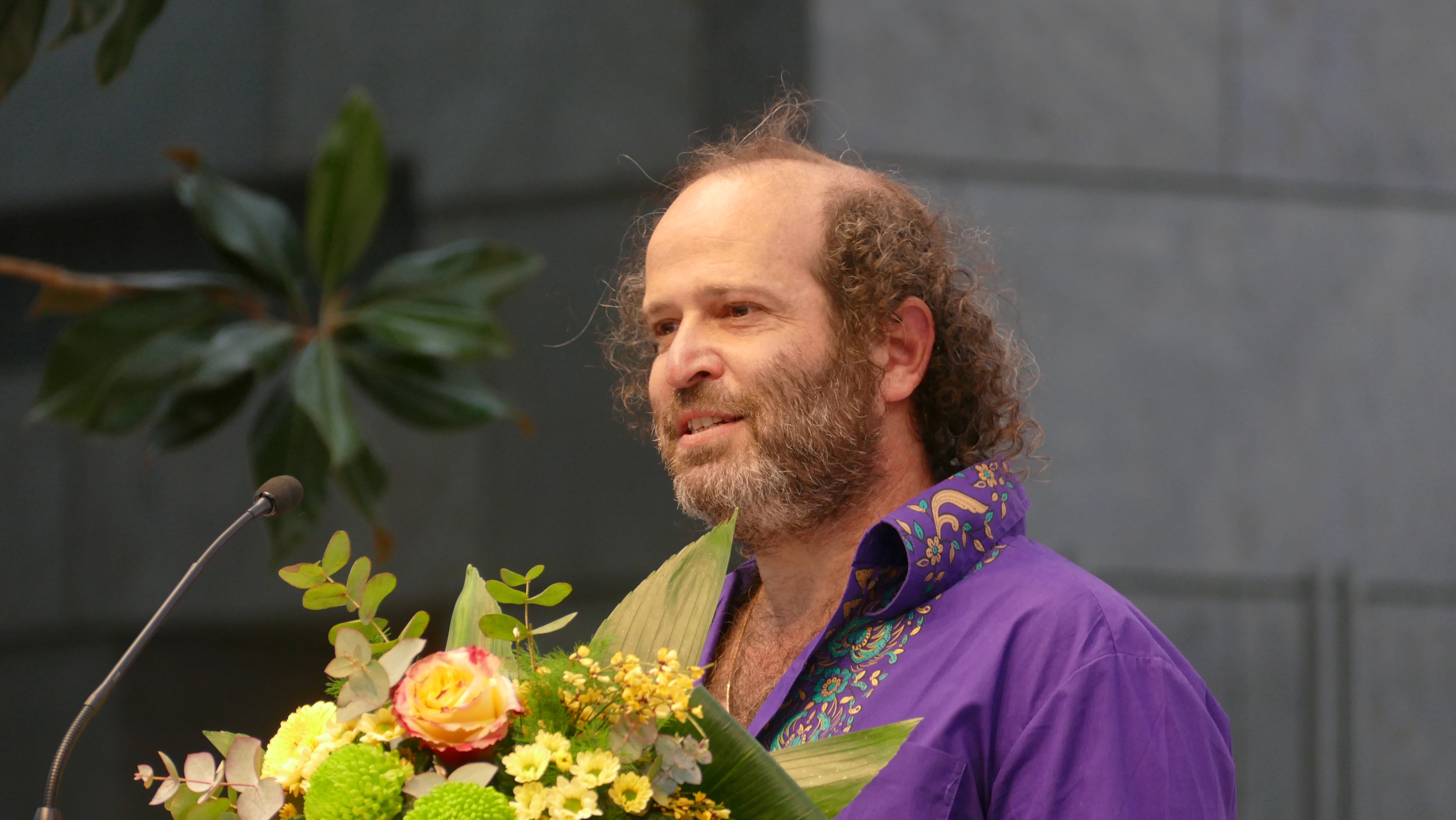
Bei der Preisverleihung auf der Leipziger Buchmesse 2022

2021 erschien Gardis dritter Roman Eine runde Sache. Gardi erzählt darin zwei Geschichten. Die erste ist eine im Stil von Broken German auf Deutsch verfasste Geschichte über die fantastische Reise eines israelischen Autors durch Deutschland. Die zweite, übersetzt aus dem Hebräischen, erzählt als historischer Roman von dem indonesischen Maler Raden Saleh. Der Roman wurde mit dem Preis der Leipziger Buchmesse 2022 ausgezeichnet. Gardi ist Gründungsmitglied des PEN Berlin.

## Bücher
- Stein, Papier: Eine Spurensuche in Galiläa. Übersetzung Markus Lemke. Rotpunktverlag, Zürich 2013, ISBN 978-3-85869-556-7.
- Broken German. Droschl-Verlag, Graz 2016, ISBN 978-3-85420-979-9.
- Sonst kriegen Sie Ihr Geld zurück. Droschl-Verlag, Graz 2019, ISBN 978-3-99059-026-3.
- Eine runde Sache. Droschl-Verlag, Graz 2021, ISBN 978-3-99059-092-8 (zur Hälfte auf Deutsch verfasst, die andere Hälfte aus dem Hebräischen von Anne Birkenhauer ins Deutsche übersetzt).

## Theateradaptionen
- Broken German am Schauspielhaus Graz, Uraufführung 2017, Regie: Dominic Friedel
- Broken German am Schauspiel Köln, Uraufführung 2019, Regie: Mirjam Pietchamoa

## Hörspiele und Hörspieladaptionen
- Broken German. Regie: Noam Brusilovsky, SWR 2017 (Deutscher Hörspielpreis der ARD 2017).[8]
- Die Feuerbringer – Eine Schlager-Operetta. Regie: Susanne Krings, WDR 2018.
- Wie die Blinden träumen. Regie: Noam Brusilovski, SWR 2019.

## Auszeichnungen
- Tomer Gardi war zweimal Stipendiat von Styria-Artist-in-Residence, Graz.
- Gardi war 2016 auf Einladung Klaus Kastbergers Kandidat beim Ingeborg-Bachmann-Preis. Er las einen in fehlerhaftem Deutsch verfassten Text ohne Titel über einen namenlosen Ich-Erzähler, dessen Mutter und eine Kofferverwechslung am Flughafen.[9][10]
- 2022: Preis der Leipziger Buchmesse (Belletristik) für Eine runde Sache